# Christoph Gallio
Christoph Gallio (Winterthur, 21 maggio 1957) è un sassofonista jazz svizzero di origini italiane.

## Biografia
Il nonno Angelo e la moglie Maria Callegari partirono nel 1884 da Carrè (Vicenza) stabilendosi infine a Wittenbach, Cantone di San Gallo nel 1910. Mentre gli zii sono nati in Italia, a Steinach (Svizzera) in Svizzera è nato il padre di Christoph, Ernesto. Dopo la prima infanzia in territorio elvetico, Christoph è vissuto con la famiglia a Ponte San Pietro e a Brembate di Sopra nella paradossale condizione di cittadino svizzero di origine italiana in terra italiana ma straniero.
Rientrato in Svizzera, nel 1971 riprende la carriera scolastica alla scuola Frauenfeld, Schiers di Basilea (scuole medie e liceo artistico). E quindi alla Höhere Schule für Gestaltung (Scuola d'Arte) di Basilea.
Nel 1976 sempre a Basilea iniziò ad interessarsi di sax da autodidatta. Gli studi al Conservatorio di Basilea con Iwan Roth professore di sassofono (dal 1980 al 1982) e il successivo perfezionamento con Steve Lacy a Parigi (nel 1989) permisero una completa formazione musicale al giovane sassofonista.
Già dal 1977, quindi prima ancora di raggiungere la piena coscienza dello strumento, il suo talento ha portato il giovane Christoph a suonare a fianco di grandi esecutori quali: Irene Schweizer, Urs Voerkel, Peter Kowald, Lindsay L. Cooper, Werner Lüdi, Urs Blöchlinger, Fred Frith, Phil Minton, Rashied Ali, William Parker, Kazutoki Umezu. 
In particolare lo vediamo al fianco del compianto batterista e trombettista Oskar Giger. Entra anche nel gruppo Gulli Group con Günter Müller, Hans Anliker, Ueli Derendinger; contestualmente opera in duo con il compositore e flautista Philippe Racine con il qualr rimane fino all'anno successivo. Dal 1978 al 1983 forma il Trio Tiegel con il pianista Urs Voerkel (scomparso nel 2000) e il bassista Peter K. Frey. Tiene concerti a Zurigo (Fabrikjazz), Ginevra (Festival Bois de la Batie), Basilea (Theater Basel); Giubiasco e Lugano OGGImusica.
Una prima svolta avviene nel 1984-85: con Dance and music performance in duo con il dancer Franz Frautschi, con esibizioni a Liestal (International Performance Festival), Basilea (Festival Move on), San Gallo (Tape 0), Zurigo (Tanzwerkstatt), Amsterdam (De Kosta Kade).
Dal 1986, di fianco all'attività di concertista e accompagnatore in performance di balletto, ha iniziato una proficua attività di compositore e di editore. E iniziano le prime incisioni:
- "Rauschende natur"; percaso production - 01 (cassette).
- "Fishland" (LP) con Max Spielmann (soundprogramming (conduttore del programma on Me and my fishes.
- "Fishland", (more with live gold fish), (cassette).

Sempre nel 1986 nasce percaso un'etichetta discografica in cui Gallio opera come forza trainante e aggrega numerosi jazzisti:
Nel 1987 ha vinto lo "Art Action Award" della città di Basilea.

## Registrazioni
Dalla prima registrazione "Rauschende natur" del 1986, passando per "Fischland" del 1987 in cui si sviluppa la nascente sonorità del sax soprano e continuando con "Birds & dogs" con Matthew Ostrowski e Alfred Zimmerlin fino ad arrivare a "All" che vede l'inizio del gruppo informale “Day & Taxi”, questa volta con Lindsay L. Cooper (basso) e Dieter Ulrich (batteria) e che di volta in volta vedrà ruotare attorno a Gallio elementi quali Dominique Girod (basso), Daniel Studer (doppio basso), Christian Weber (basso), Marco Käppeli (batteria).
Ma la maturità artistica si registra dai toni del sax soprano e alto a partire da "Mösiöblö" (à Robert Filliou) con Sarah Maurer mezzosoprano e l'accompagnamento di Marino Pliakas (chitarra), Thomas Eckert (Bb basso e clarinetto), Peter Schärli -guest- (tromba e corno).
Da allora con “Day & Taxi” (Christian Weber basso, Marco Käppeli percussioni) si susseguono: "Material"; "Live in Shenzen, Shanghai and Taipei", (dalla tournée in quelle città); "Out” con Sara Maurer, mezzosoprano (guest); per arrivare a "Streuli hits / Stills" con Claudia Rüegg al piano e Beat Streuli (visuals)
Interessante, inoltre "1981" diviso in "Tiegel" (Gallio / Voerkel / Frey). Registrato nel lontano 1981 e solo ora pubblicato da Atavistic (Unheard Misic Series). Una corsa indietro nel tempo musicale nascente e scomparso.
Christoph Gallio oggi vive a Baden, sempre in Svizzera.

## Discografia
- 1986 - Christoph Gallio Fishland, solo; percaso production 02
- 1988 - Christoph Gallio Certainty sympathy, Gallio, Ostrowski, Zimmerlin; percaso production 05
- 1989 - Gallio, Ostrowsk, i Zimmerlin Birds & dogs; percaso production 07
- 1992 - DAY & TAXI All, Gallio - Cooper - Ulrich; percaso production 11
- 1994 - Christoph Gallio Cars & Variations/High Desert Songs, Gallio, Aebi, Mukai, Wittwer, Lüscher, Cooper, Ulrich, Ostrowski, Zimmerlin; percaso production 13
- 1994 - Christoph Gallio Mono, solo; Unit Records 4075
- 1996 - Ensemble Uncontrolled Tales from the forest, Gallio, Akulin, Soo, Laar, Kazamaki; LEO LAB CD 024
- 1996 - Christoph Gallio à Gertrude Stein, Gallio, Christi, Parker, Ali; percaso production 16
- 1998 - DAY & TAXI About, Gallio, Girod, Ulrich; percaso production 17
- 1999 - DAY & TAXI Less and more, Gallio, Girod, Ulrich; Unit Records 4121
- 2001 - Ensemble Uncontrolled Links, Gallio, Akulin, Soo, Laar, Kazamaki, Hoskins; SLAM507
- 2001 - Christoph Gallio MÖSIÖBLÖ à Robert Filliou, Gallio, Maurer Pliakas, Eckert, Schärli; percaso production 19
- 2003 - DAY & TAXI Private, Gallio, Studer, Käppeli: percaso production 20

### Altre Composizioni
- 1985 - Fishland - für Sopran - und Altsaxophon solo und verstärkte Goldfische mit digitaler und analoger Elektronik
- 1986 - Certainty sympathy - für Sopransaxophon, Violoncello, analoge und digitale Elektronik und Projektionen (Beat Streuli)
- 1988 - Mono - Solo for soprano, alto sax & tapes (Soloperformance)
- 1990 - High Desert Songs - für Mezzosopran solo, Text: Francis Picabia
- 1992/99 - à Robert Filliou - für Bariton, Sopran/Altsaxophon, Bassclarinette und elektrische Gitarre, Text: Robert Filliou
- 1993 - à Gertrude Stein - für Mezzosopran, Sopran/Altsaxophon, Kontrabass und Schlagzeug, Text: Gertrude Stein
- 1995 - To Blinky - für Bassklarinette, akustische und elektrische Gitarre, Klavier, Perkussion, Mezzosopran und 4 verstärkte Kassettengeräte mit präparierten Tonträgern, 2 Texte: Klaudia Schifferle
- 1996 - H.B., Derek & Yves - für Tenor solo, 7 verstärkte Kassettengeräte mit präparierten Tonträgern und Umgebungsgeräusche in Stereo, Text: Derek Jarman
- 1999/2000 - Songs - für Mezzosopran, Sopransaxophon und Violoncello